# Belva Ann Lockwood
Belva Ann Lockwood, född den 24 oktober 1830 Royalton, New York, död den 17 maj 1917 i Washington, D.C., var en amerikansk advokat. Hon blev år 1879 den första kvinnliga advokaten i USA som föra talan vid USA:s högsta domstol, och blev 1884 den första kvinnliga presidentkandidaten i USA (Victoria Woodhull kandiderade 1872 men hennes kandidatur var inte giltig på grund av för låg ålder).